# فانايي يا أوليا
فانايي يا أوليا (بالإنجليزية: Vanayi-ye Olya)‏ هي منطقة سكنية تقع في إيران في Koregah-e Sharqi Rural District. يقدر عدد سكانها بـ 18 نسمة .